# Gmelina arborea
Espèce
Classification APG III (2009)
Synonymes
- Gmelina arborea var. canescens Haines
- Gmelina arborea var. glaucescens  C.B.Clarke
- Gmelina rheedei  Hook. [Illegitimate]
- Gmelina sinuata  Link [1]
- Premna arborea  Farw.[2]

Gmelina arborea est une espèce de plantes à fleurs de la famille des Verbenaceae. C'est un arbre originaire d'Asie introduit dans d'autres régions du monde.
Cet arbre à croissance rapide et à feuillage caduc, pousse naturellement dans la plus grande partie de l'Inde à des altitudes allant jusqu'à 1 500 mètres. Il est aussi naturellement présent en Birmanie, en Thaïlande, au Laos, au Cambodge, au Vietnam et dans les provinces du Sud de la Chine. Il a été planté de façon extensive au Sierra Leone, au Nigeria, en Malaisie, et sur une base expérimentale dans d'autres pays. Il est également planté en arbre d'ornement (jardins, avenues).

## Caractéristiques

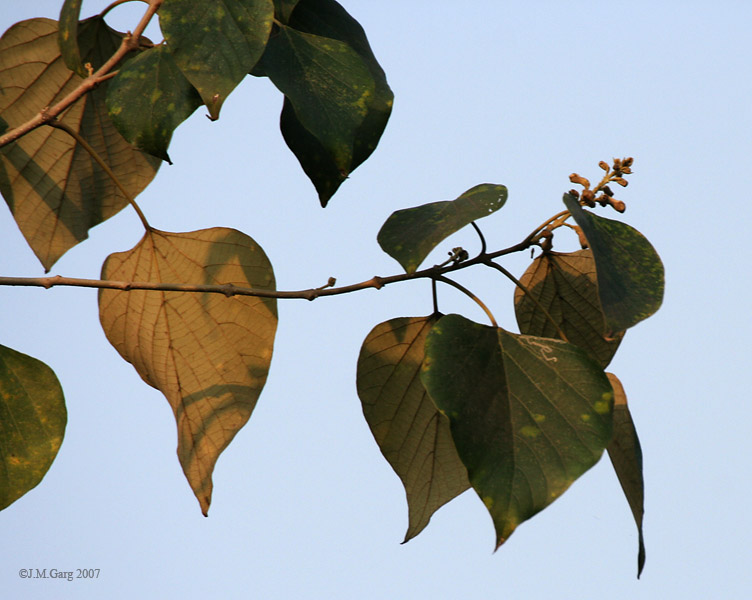
Feuilles de Gmelina arborea, à Kolkata, au Bengale-Occidental, en Inde.

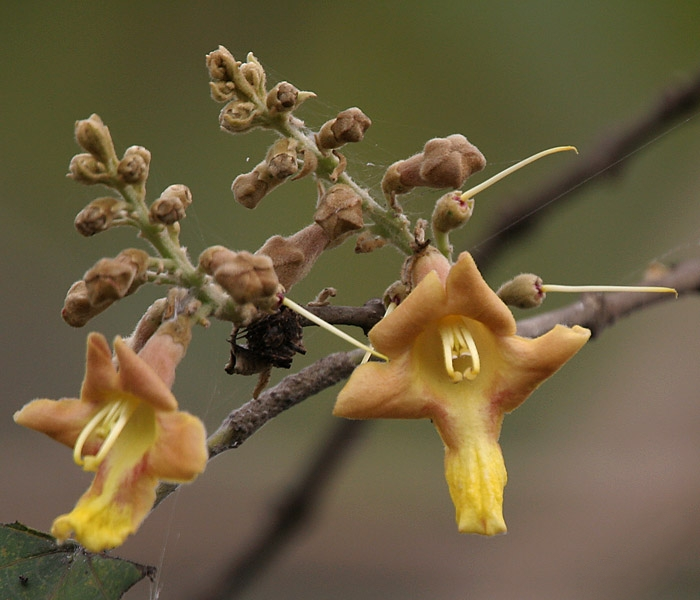
Fleur de Gmelina arborea, à Kolkata, au Bengale-Occidental, en Inde.

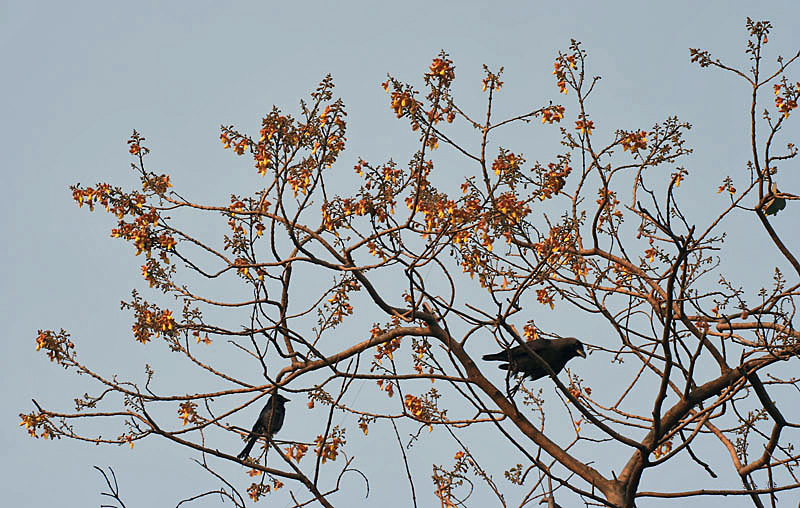
Floraison dans la canopée de Gmelina arborea, à Kolkata, au Bengale-Occidental, en Inde.

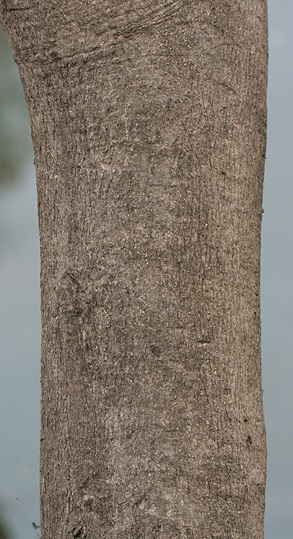
écorce de Gmelina arborea, à Kolkata, au Bengale-Occidental, en Inde.

Gmelina arborea est un arbre à croissance rapide poussant dans différents habitats. Il préfère les sols humides et fertiles de vallées avec un pluviométrie annuelle de 750–4 500 mm. 
Il supporte mal les sols mal drainés et reste rabougri sur les sols secs, sablonneux ou pauvres. Il adopte la forme d'un arbuste si le climat est trop sec. Il peut atteindre une taille modérée à grande (jusqu'à 30 m pour un diamètre de 1,2 à 4 m). Son écorce se caractérise par une écorce externe recouvrant une couche chlorophyllienne, suivie d'une couche blanc jaunâtre à l'intérieur.
Il porte des feuilles simples opposées, acuminées (dentées lorsqu'il est jeune).
La floraison a lieu de février à avril, lorsque l'arbre est plus ou moins défeuillé, tandis que la fructification dure de mai à juin. Le fruit, long de 2,5 cm est lisse, vert foncé devenant jaune à maturité en exhalant une odeur fruitée.
Son bois jaune pale à crème ou rosé à l'état frais, évoluant en jaune brun après exposition, est tendre à modérément dur, léger à modérément lourd, lustré lorsqu'il est frais, avec un grain généralement droit à irrégulier ou plus rarement ondulé, et une texture moyenne.
Héliophile, il tolère les fortes sécheresses et résiste au gel avec une bonne capacité à se remettre des impacts du froid. Il est vigoureux et particulièrement adapté à la gestion en taillis. Les plantules et jeunes individus doivent être protégés de la prédation des cervidés et du bétail.
Il est souvent planté dans les jardins ou comme arbre d'alignement le long des avenues, dans les villages ou en bordures de champs dans les campagnes.

## Distribution géographique
Gmelina arborea est le plus abondant dans les forêts mixtes de l'Ouest du Bengale, très répandu en Inde de l'est de la rivière Ravi aux contreforts himalayens, commun dans tout l'Assam et les régions voisines du nord du Bengale occidental, du sud du Bihar et de l'Odisha, sporadiquement présent dans le Sud et l'Ouest de l'Inde, et planté ailleurs à grande échelle.

## Utilisations technologiques
Son bois est relativement solide par rapport à son poids. Il est utilisé en construction, charpenterie de marine, menuiserie, ébénisterie, carrosserie, équipements de sport (ex: avirons), instruments de musique, etc. Il est adapté à la réalisation d'objets en bois courbé. Une fois traité, c'est un bois durable, assez résistant à la pourriture et aux termites. 
Parmi les objets d'usage courant où ce bois est utilisé, citons : cadres d'image et d'ardoise, articles de tournage, dos de brosse, manches à balais, jouets, poignées d'outils (ciseaux, scies, tournevis, faucilles, etc.), coffres à thé, tableaux noirs, planches à dessin, tables planes, boîtes d'instruments, règles, prothèse de membres, poignées de raquettes de tennis, plateaux de jeux (ex. : carrom), caisses...
Ses feuilles constituent un fourrage d'assez bonne qualité pour le bétail (protéine brute - 11,9 %) et sont également utilisées en sériciculture comme aliment pour le bombyx de l'ailante.
Très blanches, les cendres de son bois entrent dans la composition de l'ocre blanc semi-solide utilisé en peinture rupestre, notamment dans certaines grottes ornées vieilles de 3 000 à 5 000 ans et plus, trouvées dans les forêts denses de Tamil Nadu.

## Utilisations médicinales
La racine et l'écorce de Gmelina arborea sont réputées stomachiques, galactagogues, laxatives et anthelmintiques. En médecine ayurvédique, elles sont supposées ouvrir l’appétit, être utile dans l'hallucination, les douleurs abdominales, les sensations de brûlure, les fièvres, le tridosha et les écoulements urinaires. La pâte de feuilles est appliquée pour soulager les maux de tête et le jus est utilisé comme lavage pour les ulcères.
Les fleurs sont douces, "rafraîchissantes", amères, acre et astringentes. Elles sont utilisées contre la lèpre et les maladies du sang.
Dans l'Ayurveda, les fruits acides, aigres, amers et doux, sont réputés "rafraîchissants", diurétiques, aphrodisiaques, astringents alternatifs aux intestins, favoriser la croissance des cheveux, utiles dans les 'vata', la soif, l'anémie, la lèpre, les ulcères et les pertes vaginales.
La pâte de feuille en application soulagerait les maux de tête et le jus est utilisé en lavement contre les ulcères.
Cette plante est recommandée en combinaison à d'autres substances pour soigner les morsures de serpent et les piqûres de scorpions. Dans le cas des morsures de serpent, on prescrit une décoction de racine et d'écorce.

## Composition chimique
On a pu isoler dans son bois de cœur diverses sortes de lignanes telles que le 6“ - bromo - isoarboreol, le 4-hydroxysesamin, le 4,8-dihydroxysesamin, le 1,4-dihydroxysesamin (gummadiol), le 2-piperonyl-3-hydroxymethyl-4-(α-hydroxy-3,4-methylenedioxybenzyl)-4-hydroxytetrahydrofuran et le 4-O-glucoside de 4-epigummadiol. Ce sont des composés proches de l'arboreol et de la gmelanone.
L'Umbelliferone 7-apiosylglucoside a été isolé dans ses racines.
Cinq molécules isolées dans son bois de cœur ont montré une activité antifongique contre Trametes versicolor : (+)-7′-O-ethyl arboreol, (+)-paulownin, (+)-gmelinol, (+)-epieudesmin et (−)-β-sitostérol.

## Noms vernaculaires
Gmelina arborea is appelé localement par différents noms en différentes langues :
- Langues indiennes :
  - Assamais- Gomari
  - Meghalaya (Garo) - Gamari, Gambare
  - Bengali- gamari, gambar, gumbar
  - Manipuri- Wang (ৱাং)
  - Gujarati- Shewan, Sivan
  - Hindi- gamhar, khamara, khumbhari, sewan
  - Kannada- kooli mara,Shivane mara, kumbuda, kumulu
  - Kasmiri- mara, shivani
  - Malayalam- kumbil, kumbulu, kumilu, kumiska, pokki
  - Marathi- shivan, siwan
  - Nepali-khamaari
  - Oriya- Bhadraparni, gambhari, kumar,ଗମ୍ଭାରୀ
  - Punjabi- gumhar, kumhar
  - Sanskrit-गम्भारी gambhari, सिन्धुपर्णी sindhuparni, सिन्धुवेषणम् sindhuveshanam, स्तूलत्वचा stulatvach
  - Sinhala- Demata (දෙමට)
  - Tamil- kumla, kumalamaram, kumil (prononcé "Kumizh"), Venthekku, ummithekku
  - Telugu- gumartek, gummadi, summadi
- Langues d'Asie du Sud-Est :
  - Birman- ယမနေ Modèle:IPA-myargument « message » manquant dans le modèle Modèle:Fix.
  - Laotien- ໂຊ Modèle:IPA-lo
  - Môn- ရမ္မာ Modèle:IPA-mnw
  - Filipino- yemane
  - Indonésien- Jati putih
- Langues européennes :
  - Anglais- beechwood, gmelina, goomar teak, Kashmir tree, Kashmir Teak, Malay beechwood, white teak, yemane[8]

## Galerie

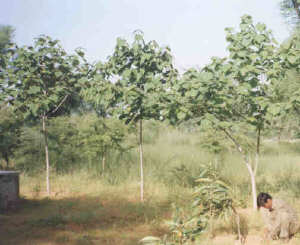
Jeune plantation.
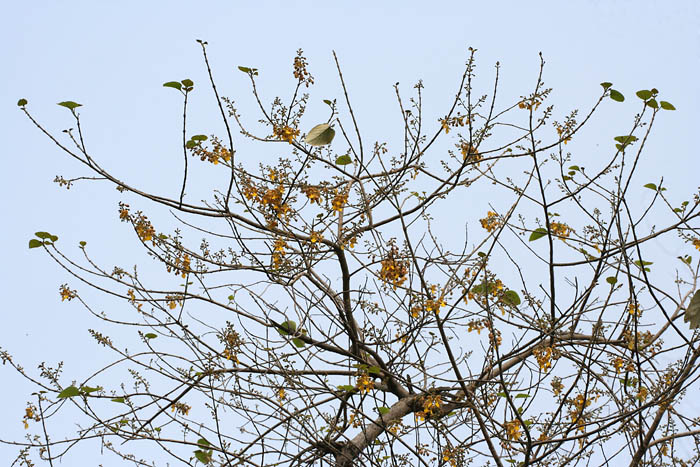
Canopée en fleur - 23 milles de Jayanti, dans le parc national de Buxa, dans le district de Jalpaiguri au Bengale-Occidental, en Inde.
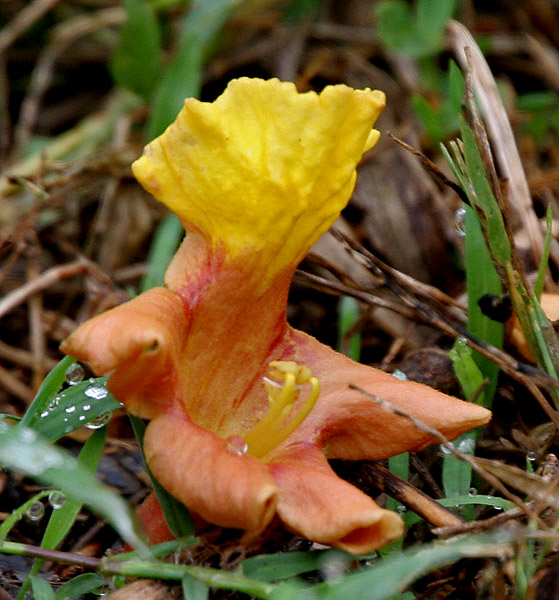
fleur au sol - 23 milles de Jayanti, dans le parc national de Buxa, district de Jalpaiguri au Bengale-Occidental, en Inde.